# Lijst van grote Indiase steden
Dit is een lijst van de grootste steden in India.
Aantal inwoners steden volgens volkstellingen 2001 en 2011 en het geschatte aantal inwoners in de agglomeraties 2025.

## Steden met meer dan 1.000.000 inwoners
| Naam                       | Staat            | Inwoners stad (2001) | Inwoners stad (2011) | Inwoners agglomeratie (2025) |
| -------------------------- | ---------------- | -------------------- | -------------------- | ---------------------------- |
| Delhi                      | Delhi NCT        | 13.850.057           | 21.557.941           | 35.700.000                   |
| Mumbai (Bombay)            | Maharashtra      | 11.914.398           | 12.478.447           | 27.600.000                   |
| Kolkata (Calcutta)         | West-Bengalen    | 4.580.544            | 4.486.679            | 17.900.000                   |
| Bangalore                  | Karnataka        | 4.292.223            | 8.425.970            | 14.700.000                   |
| Chennai (Madras)           | Tamil Nadu       | 4.216.268            | 4.681.087            | 12.900.000                   |
| Haiderabad                 | Andhra Pradesh   | 3.449.878            | 6.809.970            | 11.700.000                   |
| Ahmadabad                  | Gujarat          | 3.515.361            | 5.570.585            | 9.900.000                    |
| Surat                      | Gujarat          | 2.433.787            | 4.462.002            | 8.050.000                    |
| Pune                       | Maharashtra      | 2.540.069            | 3.115.431            | 8.000.000                    |
| Jaipur                     | Rajasthan        | 2.324.319            | 3.073.350            | 4.525.000                    |
| Lucknow                    | Uttar Pradesh    | 2.207.340            | 2.815.601            | 4.225.000                    |
| Indore                     | Madhya Pradesh   | 1.597.441            | 1.960.631            | 3.750.000                    |
| Kanpur                     | Uttar Pradesh    | 2.532.138            | 2.767.031            | 3.700.000                    |
| Nagpur                     | Maharashtra      | 2.051.320            | 2.405.421            | 3.575.000                    |
| Raipur                     | Chhattisgarh     | 605.131              | 1.010.087            | 3.375.000                    |
| Coimbatore                 | Tamil Nadu       | 923.085              | 1.061.447            | 3.075.000                    |
| Patna                      | Bihar            | 1.376.950            | 1.683.200            | 2.950.000                    |
| Bhopal                     | Madhya Pradesh   | 1.433.875            | 1.795.648            | 2.750.000                    |
| Agra                       | Uttar Pradesh    | 1.259.979            | 1.574.542            | 2.625.000                    |
| Visakhapatnam              | Andhra Pradesh   | 982.904              | 1.730.320            | 2.475.000                    |
| Vadodara (Baroda)          | Gujarat          | 1.306.035            | 1.666.703            | 2.450.000                    |
| Nashik                     | Maharashtra      | 1.076.967            | 1.486.973            | 2.425.000                    |
| Vijayawada                 | Andhra Pradesh   | 825.436              | 1.048.240            | 2.350.000                    |
| Rajkot                     | Gujarat          | 966.642              | 1.286.995            | 2.225.000                    |
| Ludhiana                   | Punjab           | 1.395.053            | 1.613.878            | 2.150.000                    |
| Benares (Varanasi)         | Uttar Pradesh    | 1.100.748            | 1.201.815            | 2.125.000                    |
| Aurangabad (Shambajinagar) | Maharashtra      | 872.667              | 1.171.330            | 2.075.000                    |
| Madurai                    | Tamil Nadu       | 922.913              | 1.016.885            | 1.970.000                    |
| Meerut                     | Uttar Pradesh    | 1.074.229            | 1.309.023            | 1.930.000                    |
| Srinagar                   | Jammu en Kasjmir | 898.440              | 1.192.792            | 1.810.000                    |
| Ranchi                     | Jharkhand        | 846.454              | 1.073.440            | 1.630.000                    |
| Kota                       | Rajasthan        | 695.899              | 1.001.365            | 1.620.000                    |
| Jabalpur                   | Madhya Pradesh   | 951.469              | 1.054.336            | 1.610.000                    |
| Gwalior                    | Madhya Pradesh   | 826.919              | 1.053.505            | 1.580.000                    |
| Prayagraj (Allahabad)      | Uttar Pradesh    | 990.298              | 1.117.094            | 1.580.000                    |
| Amritsar                   | Punjab           | 966.862              | 1.132.761            | 1.520.000                    |
| Dhanbad                    | Jharkhand        | 198.963              | 1.161.561            | 1.480.000                    |
| Jodhpur                    | Rajasthan        | 846.408              | 1.033.918            | 1.137.815                    |
| Thane                      | Maharashtra      | 1.261.517            | 1.818.872            | Mumbai                       |
| Pimpri-Chinchwad           | Maharashtra      | 1.006.417            | 1.729.359            | Poona                        |
| Ghaziabad                  | Uttar Pradesh    | 968.256              | 1.636.068            | Delhi                        |
| Faridabad                  | Haryana          | 1.054.981            | 1.404.653            | Delhi                        |
| Kalyan-Dombivli            | Maharashtra      | 1.193.266            | 1.246.381            | Mumbai                       |
| Vasai-Virar                | Maharashtra      | (fusiegemeente 2009) | 1.221.233            | Mumbai                       |
| Navi Mumbai (Nieuw-Mumbai) | Maharashtra      | 704.002              | 1.119.477            | Mumbai                       |
| Haora (Howrah)             | West-Bengalen    | 1.008.704            | 1.072.161            | Calcutta                     |

## Steden met tussen de 250.000 en 1.000.000 inwoners
| - Ahmednagar - Ajmer - Akola - Aligarh - Alwar - Ambala - Ambarnath - Amravati - Anand - Anantapur - Arrah - Asansol - Bardhaman - Bareilly - Bathinda - Begusarai - Belgaum - Bellary - Bhagalpur - Bharatpur - Bhavnagar - Bhilai (Bhilai Nagar) - Bhilwara - Bhiwandi - Bhubaneswar - Bihar Sharif - Bijapur - Bikaner - Bilaspur - Bokaro Steel City - Brahmapur - Budaun - Chandigarh - Chandrapur - Cuttack - Daltonganj - Darbhanga - Davanagere - Dehradun (Dehra Dun) - Dhamtari - Dhanbad - Dhule - Dindigul - Durgapur |  | - Eluru - Etawah - Farrukhabad - Firozabad - Ganganagar (Sri Ganganagar) - Gaya - Ghaziabad - Gorakhpur - Gulbarga - Guntur - Gurgaon (Gurugram) - Guwahati (Gauhati) - Hapur - Haridwar - Hisar - Hubli-Dharwad - Ichalkaranji - Jalandhar (Jullundur) - Jalgaon - Jalna - Jammu - Jamnagar - Jamshedpur - Jhansi - Junagadh - Kadapa - Kakinada - Karimnagar - Karnal - Kirari Suleman Nagar - Kochi - Kolhapur - Kollam (Quilon) - Korba - Kozhikode (Calicut) - Kurnool - Latur - Loni - Maheshtala - Malegaon - Mangalore - Mathura - Mau - Mira-Bhayandar |  | - Moradabad - Morbi (Morvi) - Muzaffarnagar - Muzaffarpur - Mysore - Nanded - Navsari - Nellore - Nizamabad - Noida - Panipat - Parbhani - Patiala - Purnia - Rajahmundry - Rampur - Ratlam - Rohtak - Rourkela - Sagar - Saharanpur - Salem - Sangli-Miraj-Kupwad - Satna - Shahjahanpur - Shimoga - Siliguri (Shiliguri) - Solapur (Sholapur) - Sonipat - Surendranagar (Surendranagar Dudhrej) - Thoothukudi (Tuticorin) - Tiruchirappalli (Tiruchchirappalli) - Tirunelveli (Nellai, Tinnevelly) - Tirupati - Tirupur (Tiruppur) - Trivandrum (Thiruvananthapuram) - Tumkur (Tumakuru) - Udaipur - Ujjain - Ulhasnagar - Vellore - Warangal - Yamuna Nagar (Yamunanagar) |